# 香港前途研究計劃

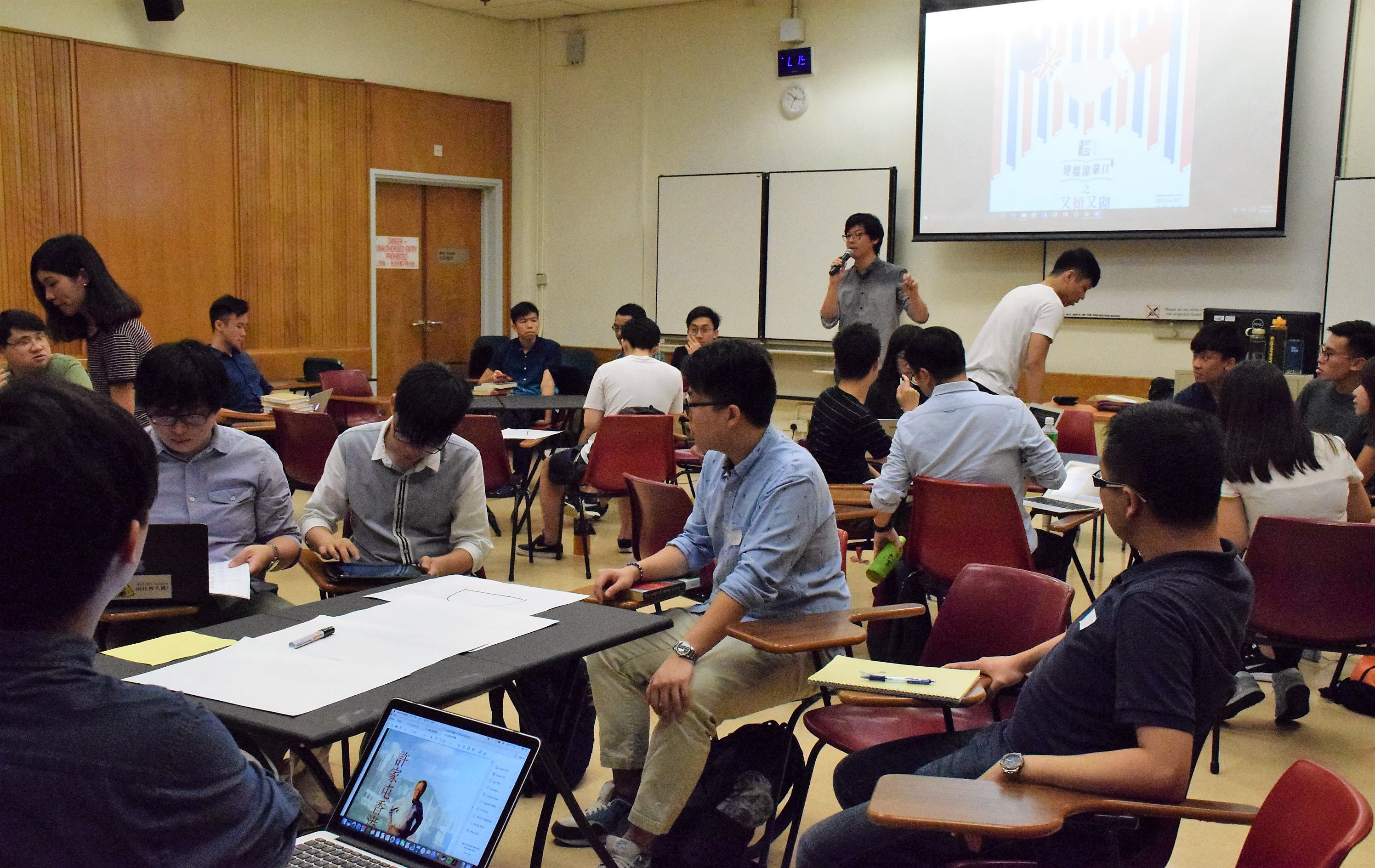
香港前途研究計劃2017年舉行工作坊

香港前途研究計劃（Decoding Hong Kong's History）是由本土研究社、香港眾志和一眾青年學人發起，透過眾籌支援青年學人進行香港解密檔案的民間研究，其目的為，揭露更多有關香港前途及社會政策的歷史真相，并爲香港命運、社會運動及民主前路給予參照和啟示。2020年1月20日，計劃稱新一階段研究將由香港眾志及各地有志研究政治的年輕學人負責，「香港前途研究計劃」相當感謝本土研究社由成立以來的參與，為了更加切合各組織工作定位，本土研究社將不會參與第二階段工作。

## 主要研究工作
研究計劃主要工作包括：
1. 組織英美港台文件考挖團隊，在七個港台英美主要收藏香港解密檔案的地點，進行文件發挖及整理，尤其集中英國國家檔案館5000多份香港檔案；
2. 建立檔案研究分析小組，就著不同香港課題進行深入分析、檔案分類及公共論述；
3. 形成公眾及傳媒平台，促進不同相關的民間研究、公眾教育及專題報導；
4. 以不同視覺化方式，讓文件能夠帶出的論述分析走入社會大眾。[2]

## 具體研究課題
具體研究課題包括：
1. 主權及前途問題：重組各種香港前途問題與方案、1979至1984年間中英談判歷史、及1972年剔除殖民地名單爭議等；
2. 政制及法治體制：基本法內部爭議、釋法爭議、憲政發展、功能組別、選舉制度及民主化計劃等；
3. 中港及涉外關係：滲透活動、中資活動、海陸空邊界糾紛、香港涉外關係、國際公約、外交角色等；
4. 社會議題：人口政策、教育制度、走私活動、水貨問題等
5. 城市議題：城市發展部署、房屋發展、批地政策、核電計劃、食物供水安全等[2]

## 媒體報道
譚惠珠倡寫「香港半年報告書」
2017年9月29日，香港前途研究計劃翻查英國政府解密文件，發現時任行政局議員譚惠珠曾於1984年12月初、《中英聯合聲明》起草後兩個月，向時任英國首相戴卓爾夫人建議，就《聯合聲明》實施情况發表年報，好讓香港人安心，一旦港人發現問題，可向行政局或英國政府求助，令協議「重回正軌」（getting it corrected）。
不過，戴卓爾夫人當時對此有保留，認為需要小心處理，否則會有反效果，令人感覺報告是英國給前中國領導人鄧小平的成績表。然而，上、下議院及後有議員引用相關建議，最終英國政府1985人在國會壓力下，決定開始撰寫「香港半年報告書」。

## 外部連結
香港前途研究計劃的Facebook專頁